# تيليسولول
تيليسولول وهو أحد حاصرات المستقبل بيتا الودي.
اسمه التجاري هو سيليكال (Selecal).